# أسيتونيد التريامسينولون
أسيتونيد التريامسينولون هو كورتيكوستيرويد مصنع يستعمل لعلاج عدد من الأمراض الجلدية المختلفة ومشاكل الفم. كما يتوفر في شكل بخاخ أنفي لعلاج حساسية الأنف.
يعد أكثر أشكال تريامسينولون فاعلية، فهو أشد فعالية من بريدنيزون بثمانية مرات. يمكن أن تتسببه الحقنة منه بفقدان الدهون والعضل من مكان الحقن.
وفي عام 2014، وافقت إدارة الغذاء والدواء الأمريكية على جعل البخاخ الأنفي نازاكورت، الذي يتحوي على أسيتونيد التريامسينولون، متاحًا بدون وصفة.